# Christina von Haaren
Christina von Haaren (* 1954 in Bad Bederkesa) ist eine deutsche Landschaftsplanerin und Ökologin.

## Beruflicher Werdegang
1978 erlangte Christina von Haaren ihr Diplom an der Universität Hannover, wo sie 1986 auch mit einer Arbeit über Eifelmaare: landschaftsökologisch-historische Betrachtung und Naturschutzplanung promovierte. Seit 1998 ist sie Professorin für Landschaftsplanung und Naturschutz am Institut für Umweltplanung der Universität Hannover. Von Mai 2019 bis August 2024 war sie dort Vizepräsidentin für Internationales.

## Forschungsschwerpunkte
Ihre Forschungsschwerpunkte liegen im Bereich des Naturschutzmanagements in Landwirtschaft, Szenarien für eine nachhaltige Energiewende, Klimaanpassungsmaßnahmen im Naturschutz und der Wasserverteilung und der Entwicklung von Methoden und Modellen für die Erfassung und Bewertung von Landschaftsfunktionen/Ökosystemleistungen und Ableitung von Maßnahmen, wie zum Beispiel Einsatz in der Landschaftsplanung oder Eingriffsregelung.

## Mitgliedschaften und Ämter (Auswahl)
Von 2000 bis 2002 war von Haaren Mitglied im wissenschaftlichen Beirat für Raumordnung des Bundesministeriums für Verkehr, Bau- und Wohnungswesen. Von 2000 bis 2008 war sie zudem Mitglied im Sachverständigenrat für Umweltfragen beim deutschen Bundesministerium für Umwelt, Naturschutz und Reaktorsicherheit und von 2011 bis 2018 Mitglied des wissenschaftlichen Beirats des Bundesanstalt für Gewässerkunde.
Aktuell ist von Haaren:
- Mitglied des wissenschaftlichen Beirats für Bodenschutz des Umweltbundesamtes (seit 2015)
- Mitglied des Aufsichtsrats des Helmholtz-Zentrums für Umweltforschung (seit 2016)
- Stellvertretende Vorsitzende des LUH Forschungszentrums TRUST (seit 2016)
- Mitglied im Fachkollegium der DFG – Bauwesen und Architektur 410 (seit 2020)

## Publikationen (Auswahl)
- Eifelmaare: landschaftsökologisch-historische Betrachtung und Naturschutzplanung, Verlag Pollichia, Bad Dürkheim 1988, ISBN 978-3-925754-12-8
- Christina von Haaren (Hrsg.): Naturschutz im landwirtschaftlichen Betriebsmanagement: EDV-Systeme zur Unterstützung der Erfassung, Bewertung und Konzeption von Naturschutzleistungen landwirtschaftlicher Betriebe, Ibidem-Verlag, Stuttgart 2008, ISBN 978-3-89821-876-4
- Christina von Haaren und Christian Albert (Hrsg.): Ökosystemleistungen in ländlichen Räumen: Grundlage für menschliches Wohlergehen und nachhaltige wirtschaftliche Entwicklung, Hannover und Leipzig 2016, ISBN 978-3-944280-25-7
- gemeinsam mit Christian Albert, Christoph Schröter-Schlaack, Bernd Hansjürgens, Sebastian Krätzig, Ingrid Alber: Ökosystemleistungen in ländlichen Räumen: Grundlage für Menschliches Wohlergehen und nachhaltige wirtschaftliche Entwicklung: Schlussfolgerungen für Entscheidungsträger, Hannover und Leipzig 2016, ISBN 978-3-944280-20-2
- Christina von Haaren, Christian Albert, Carolin Galler (Hrsg.): Landschaftsplanung. 2. Auflage. UTB/Verlag Eugen Ulmer, Stuttgart 2022, ISBN 978-3-8252-8579-1 (608 S., vollständig überarbeitet und erweitert).